# حنا القسوس
حنا القسوس، طبيب أردني (1885-1953)، يعتبر أول طبيب أردني في القرن العشرين. ولد في الكرك سنة 1885، وفيها تلقى تعليميه الابتدائيّة في مدرسة طائفة الروم الأرثوذكس؛ وأكمل دراسته في مدرسة الدير بالقدس، ثم انتقل للدراسة في طبريا. عام 1901 التحق بمدرسة الحكمة في بيروت، ثم مدرسة عينطورة في سنة 1904 واستمر فيها مدة عامين، ثم التحق بالمكتب الطبيّ الفرنسيّ في بيروت سنة 1906، حيث حصل منه على شهادة الطب عام 1910 بعد أن أمضى فيه أربعة سنوات.
عاد الدكتور حنا إلى القدس للتدريب في المستشفى الألماني بالقدس؛ ثم سافر إلى باريس وعمل في مستشفياتها.

## العمل
في أوائل سنة 1912 عُيِّن طبيباً في الجيش المصريّ برتبة ملازم أوّل، ونُقل بعد بضعة أشهر إلى السودان، وهناك أصيب بضربة شمس ونجا منها فأعيد إلى القاهرة.
تطوّع بعد ذلك مع عددٍ من أطباء جمعية الهلال الأحمر للخدمة في الجيش العثماني الذي كان يحارب على جبهة البلقان، وعلى إثر الهدنة بين العثمانيين ودول البلقان، ذهب الدكتور حنا إلى استانبول ومنها إلى القاهرة وافتتح عيادة بها، لكن النجاح لم يحالفه، فعاد إلى الكرك وافتتح عيادة فيها.
عملي طبيباً في الجيش العثماني. بعد الحرب العالمية الأولى عمل في مستشفى الناصرة وكذلك في مستشفيات دمشق الشام. وفي سنة 1922 عُيِّن في حكومة إمارة شرق الأردن وأوكل إليه تأسيس مستشفى حكوميّ في مدينة عمّان. في الأردن، تنقل بين مستشفيات الكرك ومادبا وجرش وعجلون.
أحيل على التقاعد عام 1938. عينه الملك عبد الله الأول بن الحسين وزيراً للصناعة والتجارة عام 1943.

## مؤلفاته
ألف الدكتور حنا القسوس كتاب "كلمات صحية وفوائد طبية"، طبع في دمشق. وهو مجموعة من المقالات التي كان نشرها مسبقاً في صحيفة الشرق العربي في عمان.
ترك الدكتور حنا مخطوطة مذكراته كان عنوانها "مختصر ترجمة حياة الدكتور حنا بن سلمان القسوس"، كانت مخطوطةً بيد زوجته ذكر فيها مراحل حياته وتسلسل دراسته وتنقلاته. نشرها وحققها الدكتور نايف القسوس وغسان الشوارب عام 2006.